# Шведська Тверезницька Асоціація Гайдів і Скаутів
Шведська Тверезницька Асоціація Гайдів і Скаутів (швед. Nykterhetsrörelsens Scoutförbund, скор. NSF, англ. The Swedish Temperance Guide and Scout Association) є одною з п’яти скаутських і гайдівських організацій Швеції та налічує близько 6000 членів. Перші скаутські гуртки були засновані 1926 року, але організація створена лише 1970. Вже від початку до NSF належали, як хлопці, так і дівчата.
Тверезницька Асоціація Гайдів і Скаутів пов’язана не тільки зі Шведською радою гайдів і скаутів (яка входить до ВОСР і WAGGGS), а й з Тверезницьким рухом. Чимало гайдівських і скаутських організацій Швеції були засновані іншими вже існуючими громадськими організаціями, як наприклад YMCA, YWCA, Армією спасіння або Тверезницьким рухом.
Метою NSF є дати своїм членам:
- основні моральні цінності;
- демократичну освіту;
- міжнародне порозуміння;
- зацікавленість природою і відповідальність за довкілля;
- особисту точку зору щодо всіх видів наркотиків, включно з алкоголем.

Члени NSF дають обіцянку повної абстиненції з 12-річного віку. Організація прагне зробити світ кращим не лише дбаючи про демократію, чисте довкілля та міжнародне порозуміння, а й створюючи сильне громадянське суспільство без наркотиків. Скаутинг це здорове середовище, де молодь знаходить силу і зразки для наслідування, щоб сказати наркотикам «ні».
У всіх вікових групах NSF проводяться дискусії і надається інформація, щоб мотивувати скаутів жити без алкоголю та інших наркотиків. Метою є дати знання щодо впливу наркотиків, аргументи за повну абстиненцію, підтримку особистим здоровим переконанням та вміння переконувати інших.
В усьому іншому організація має звичайну скаутську програму, яка передбачає роботу в малих групах, самоврядування юнацтва, життя в природі тощо. Тверезницька Асоціація Гайдів і Скаутів має близько 100 місцевих осередків. Більшість з них проводить заходи для дітей різних вікових груп від 8 до 18 років. Діти і підлітки мають дорослих лідерів, але все планування відбувається разом і заходи є наслідком дитячих ідей, бажань і потреб.